# Filip Wahlström
Filip Artur Wahlström, född 5 augusti 1885 i Göteborg, död 9 juni 1972 i Göteborg, var en svensk målare, tecknare, skulptör och författare.
Samtidigt med sina skolstudier var Wahlström  privatelev hos Gerhard Henning efter avslutad skolgång fortsatte han sina konststudier för Carl Wilhelmson  vid Valand i Göteborg 1903–1905 därefter studerade han från 1905 för Richard Bergh vid Konstnärsförbundets skola i Stockholm Under en period 1904 studerade han skulptur vid Royal Scottich Academy i Edinburgh samt vid Matisses målarskola i Paris 1909–1910 följt av ett stort antal studieresor till bland annat München, Florens och London. Han tilldelades Göteborg stads förtjänsttecken i guld 1961. Han genomförde sin första separatutställning på Valand 1919 där han visade porträtt, landskapsmålningar och några mindre skulpturer. Därefter följde separatutställningar i bland annat Umeå, Kiruna, Lerum och på Lorensbergs konstsalong i Göteborg. Han medverkade i ett flertal grupputställningar och tillsammans med Ole Kruse, Axel Fridell, Oskar Bergman och Edgar Wallin ställde han ut på Liljevalchs konsthall i Stockholm 1921. Han medverkade även i flera av Göteborgs konstförenings Decemberutställningar på Göteborgs konsthall. En retrospektiv utställning med hans konst visades på Kronhuset i Göteborg 1970. Bland hans offentliga arbeten märks en fondmålning i Torsby ordenshus. 
Utöver flera böcker om konst gav han 1965 ut sina memoarer med titeln Sanningen om Filip  och han medverkade som skriftställare i Paletten och Antologia Gothoburgensis. Han medverkade tillsammans med Ernst Spolén, Asta Linden-Buchman, Sven Sandström i Signe Lagerlöw-Sandells sammanställning om konstnärerna Ivar Arosenius - Ole Kruse - Gerhard Henning. Minnesbilder nedtecknade av, utgiven av Lagerlöw-Sandell, M. Signe med flera  1956. Han var en uppskattade föreläsare i Västra Sveriges föreläsningsförbund 1923–1939. Wahlström är representerad vid Göteborgs stadsmuseum  och Göteborgs sjöfartsmuseum. Han är begravd på Råda kyrkogård i Göteborgs stift.

## Familj
Föräldrar var sjökaptenen Axel Gustaf Samuel Wahlström (1847–1923), gift 1882 med Alice Maud Seaton född i London, död 1904. Wahlström gifte sig med Anna Elisabeth, född Olsson-Dahlin 1886 i Gagnef, Dalarna, död 1971 i Göteborg. Han var sonson till Carolina Gustava Hoving
Filip Wahlströms konstnärsådra har gått i arv till två barnbarn: 
- Lena Kvarnström född 1943, textildesigner, huvudlärare i mode på Beckmans designhögskola i Stockholm;
- Gunilla Kvarnström, född 1946, konstnär och barnboksillustratör.